# Gustavo Romero Tercero
Gustavo Romero Tercero (Valdepeñas, 16 de desembre de 1971) conegut com L'Assassí de Valdepeñas, és un assassí i agressor sexual en sèrie espanyol.

## Biografia
Va néixer a Valdepeñas, està divorciat i té dues filles d'aquesta relació. Actualment està empresonat complint una condemna de 103 anys pels crims dels quals va ser trobat culpable gràcies a la denúncia de la seva exesposa. Romero tenis una llarga història d'obsessió sexual, voyeurisme i violència domèstica contra la seva esposa i fills. No obstant això, no va ser considerat una amenaça fora de casa seva. Un dels seus favorits punts de voyerisme era el parc públic de Valdepeñas, on espiava parelles besant-se.

## El crim dels nuvis
Els fets que es descriuen a continuació pertanyen al propi relat de Gustavo Romero durant el seu judici:
En la nit del 18 de juny de 1993, Gustavo Romero va abordar Ángel Ibáñez i Sara Dotor, quan aquests es disposaven a anar-se'n del Parc de Valdepeñas, on abans havia estat rondant al seu al voltant i esgrimint una navalla amb la intenció expressa de robar-los, els va obligar a dirigir-se a una zona propera a la via fèrria Madrid-Cadis, que voreja el Parc. Una vegada a la zona, solitària i poc il·luminada, va exigir a Ángel i Sara que li donessin els diners que tinguessin, mentre va posar la navalla al coll d'Ángel, qui li va donar la seva cartera confiant que així acabaria l'incident.
Gustavo Romero va sentir descoberta la seva identitat en dir-li Sara que el coneixia, per ser el nebot de la cap del seu germà. Bé perquè no volia deixar testimonis de la sostracció, bé perquè ja havia projectat amb anterioritat l'agressió sexual, va començar de sobte a apunyalar Ángel amb gran violència al tòrax i al braç esquerre, mentre aquest intentava defensar-se. Després de les primeres punyalades, Ángel va tractar de fugir mentre li continuava assestant navallades, fins i tot quan ja es trobava a terre.
Entretant Sara, qui no podia fer res per evitar l'agressió al seu nuvi, va tractar de fugir al llarg de la tanca que delimita la via fèrria, corrent en direcció a l'estació. Gustavo va sortir corrent després d'ella, enxampant-la quan havia recorregut uns 87 metres i li va propinar una ganivetada a la part posterior del coll. Després va donar la volta a Sara, col·locant-la de cap per amunt, sobre el lleuger talús que forma la plataforma de la via amb la seva vora exterior i, després de despullar-la, va realitzar diversos tocaments i abusos que van provocar diverses ferides i contusions en el cos de la jove, que estava immobilitzada i terroritzada a terre. Després dels abusos, va descarregar en el tòrax de la jove una ràpida successió de punyalades que li van provocar la mort.
Posteriorment, Gustavo Romero se'n va dur part de les robes de Sara, que va llançar al riu Jabalón, sense que s'hagin pogut recuperar. Camí del seu domicili, es va desfer de la navalla llançant-la a una sínia existent en un hort, situada a uns cent metres del que llavors era el seu domicili.
Va marxar de casa seva el dia 23 de juny de 1993, amb destinació a las Palmas de Gran Canària. El sumari va ser reobert el 8 d'agost de 2003 per les declaracions prestades per la seva llavors esposa, i va ser detingut el dia 9 d'octubre de 2003.
L'audiència va condemnar a Romero Tercero a 30 anys de reclusió major, per cadascun dels delictes d'assassinat, així com a 12 més per agressió sexual i uns altres quatre anys, dos mesos i un dia de presó menor per robatori.
El Tribunal va absoldre a l'acusat d'un delicte de violació, que li imputaven les acusacions particulars i li va imposar la prohibició per un temps de 10 anys de tornar a la localitat de Valdepeñas, a més de condemnar-li a indemnitzar als familiars de les víctimes amb 900.000 euros. El delicte de robatori havia prescrit.

## Rosana Maroto Quintana
Després de ser detingut per “el crim dels nuvis”, Gustavo Romero Tercero es declara autor del crim perpetrat contra Rosana Maroto Quintana. Romero va afirmar que, després de complir la primera part de la seva jornada de treball com a cuiner per al personal d'un club d'alterne situat en la N-IV, passades les 16.30 hores del 25 de juny de 1998, com feia en moltes ocasions va sortir a conduir pels camins propers, ja que evitava fer-ho per carreteres en no tenir carnet.
Segons va declarar, quan anava a velocitat molt alta va avançar a la jove, que es dirigia a la zona de la Perera, a Valdepeñas, amb bicicleta, caient aquesta a terra. Ell es va parar per comprovar què havia passat, pensant que la noia estava morta, atès que no responia a les seves accions per reanimar-la. Va explicar que davant la por que tenia que a partir del succeït, si deia el que havia passat, es descobrissin els crims dels nuvis, va decidir tirar el cos a un pou proper.
D'antuvi es va dirigir a un pou situat a la finca "Casa Rabadán", però en veure que hi havia vehicles i animals, només va llençar la bicicleta de Rosana. A continuació, es va encaminar a la finca "Casa Torres", obrint el maleter, on havia dipositat el cos, llevant-li una sabatilla i intentant treure-li els pantalons curts que portava, comprovant que la noia reaccionava i preguntava què estava passant i què és el que havia ocorregut. A continuació la va portar a la casa, on segons va agregar, es va deslligar una discussió entre tots dos, ja que la jove volia que li retornés la bicicleta, mentre Romero li va oferir portar-la a Valdepeñas en el seu cotxe i lliurar-li la seva pròpia bicicleta, la qual cosa Rosana no acceptava de cap manera.
Romero va agregar que passats uns minuts, van tornar les discussions pel tema de la tornada a Valdepeñas i en aquest moment, amb el record de les morts dels dos nuvis en el cap, va decidir matar-la, per la qual cosa la va agarrar primer amb la mà esquerra del coll i després amb la dreta, fins a escanyar-la.
L'assassí va reconèixer que Rosana es va defensar durant uns instants i que quan va veure que ja no li copejava amb les mans i els peus, la va deixar caure. Després va tornar al cotxe, va agafar el cordó de la sabatilla i el va nuar al coll de la dona, per cerciorar-se que quedava sense vida abans d'abandonar el cadàver en el pou.
El Tribunal el va sentenciar a 25 anys de presó major per assassinat amb els agreujants de traïdoria i acarnissament i a 12 anys de presó major per agressió sexual. La sentència prohibeix a Romero tornar a Valdepeñas i comunicar-se amb els familiars de la víctima durant cinc anys, mesurada el compliment dels quals comença quan el condemnat obtingui el seu primer permís penitenciari, llibertat condicional o alliberament definitiu. També el va condemnar a indemnitzar a la família amb més de 360.000 euros, mentre que el Tribunal li va absoldre d'un delicte de detenció il·legal com li va imputar l'acusació particular. A preguntes de l'acusació particular, Romero va dir que matar a Rosana "no va ser fàcil, sobretot per les dificultats morals". En 2017 va ser traslladat a la presó d'Herrera de la Mancha, on estroba en règim d'aïllament.